# Lake Pupuke
Der Lake Pupuke ist ein Kratersee im Stadtgebiet des Auckland Council auf der Nordinsel von Neuseeland.

## Geographie
Der Lake Pupuke ist ein mit Wasser voll gelaufener ehemaliger Vulkankrater im Stadtteil des North Shore Ward des Auckland Council. Die Küste des Hauraki Gulf / Tīkapa Moana ist an der engsten Stelle des Kraterrandes nach Osten lediglich rund 210 m entfernt und nach Süden zum Waitematā Harbour rund 1,38 km.
Der See des ehemaligen Kraters befindet sich rund 5 m über dem Level des Meeres und umfasst eine Fläche von 1,1 km². Das Gewässer besitzt eine maximale Tiefe von 57 m und erstreckt sich über eine Länge von 1,38 km in Südwest-Nordost-Richtung. An der breitesten Stelle misst der See rund 1,14 km in Nordwest-Südost-Richtung.
Sein Wassereinzugsgebiet wird mit 1,1 km² angegeben und der pH-Wert des Sees mit 8.4.

## Geologie
Das Gebiet des Lake Pupuke zählt mit zum Auckland Volcanic Field, das einstmals 53 aktive Vulkane aufwies und die Letzten vor mindestens 10.000 Jahren ihre Aktivität eingestellt haben. Der Pupuke Moana war wohl vor 200.000 bis 260.000 Jahren aktiv. Seine Phreatomagmatische Explosion erzeugten einen annähernd kreisförmigen Kraterrand. Nach dem Erlöschen des Vulkans, war der hinterlassene Krater rund 160 m tief und lief mit Wasser voll. Derartige Kater werden allgemein hin als Maare bezeichnet. Heute besitzt der Krater noch eine Tiefe von 57 m.